# Бештау (футбольный клуб)
«Бештау» — бывший российский футбольный клуб из города Лермонтова, существовавший с 1992 по 2000 год. Лучшее достижение в первенстве России — 10 место в 1 зоне второй лиги в 1992 году.
Некоторое время являлся фарм-клубом сети футбольных клубов «Асмарал», владельцем которых был иракский бизнесмен Хусам Аль-Халиди.

## Цвета клуба
| Белый | Зелёный |

## Статистика выступлений
| Сезон | Лига                         | Место | Кубок | Примечания             |
| ----- | ---------------------------- | ----- | ----- | ---------------------- |
| 1992  | Вторая лига, 1-я зона        | 10    | 1/256 |                        |
| 1993  | Вторая лига, 1-я зона        | 12    | 1/8   | Вылет в Третью лигу    |
| 1994  | Третья лига России, 1-я зона | 15    | 1/256 |                        |
| 1995  | Третья лига России, 1-я зона | 15    | 1/256 |                        |
| 1996  | Третья лига России, 1-я зона | 16    | 1/256 |                        |
| 1997  | Третья лига России, 1-я зона | 13    | 1/128 | Переход во Вторую лигу |
| 1998  | Второй дивизион, зона «Юг»   | 19    | 1/128 |                        |
| 1999  | Второй дивизион, зона «Юг»   | 18    | 1/128 | Расформирован          |